# Fiat 507
Fiat 507 — легковой автомобиль, выпускавшийся компанией Fiat с 1926 по 1927 год.
507 модель технологически была основана на 505 модели, и отличалась от неё переработанной подвеской и тормозной системой.
Всего произведено 3700 автомобилей.